# Selo D. Luís
Os selos de relevo com efígie do rei D. Luís I e desenho de Francisco de Borja Freire foram os primeiros selos emitidos em Portugal neste reinado.
Este foi o último trabalho do gravador, autor de todos os selos portugueses emitidos até esta data. É interessante notar, que sendo Borja Freire gravador de moedas, nos seus selos respeitou sempre a regra numismática, de virar a efígie do monarca para o lado contrário ao do seu antecessor.

## Impressão e Valores
Mantendo o sistema das emissões anteriores, os selos foram impressos um a um, dispostos irregularmente em folhas de 24 exemplares, e aproveitando as cercaduras das emissões do reinado anterior, as chamadas cabelos lisos e cabelos anelados.
Foram emitidas cinco taxas: 5, 10, 25, 50 e 100 reis. Na sua História do selo postal português, Oliveira Martins avança com a ideia de que a moldura do selo de 10 reis era que esteve originalmente prevista para o selo de 20 reis de uso oficial da emissão de D. Maria II que à última hora não foi emitido.

## Tiragens
O selo de 5 reis castanho teve uma tiragem de 18.621.600, o de 10 reis amarelo laranja 2.192.400 selos, o de 25 reis carmim rosa para uma tiragem de 32.833.200 selos, o de 50 reis verde azul 411.600 selos, e o 100 reis lilás para uma tiragem de 451.200 selos. Os diferentes cunhos do selo de 5 reis identificam-se pelo afastamento do 5 em relação à palavra reis e os do 25 reis identificam-se por diferenças no entrançado.
Foram reimpressos em 1885 e 1905.